# Sphère dans la Sphère
Pour les articles homonymes, voir Sphère (homonymie).
La Sphère dans la Sphère (Sfera con sfera ou Sfera all'interno della sfera en italien), aussi appelée Sphère Pomodoro, est une sculpture allégorique monumentale contemporaine en bronze, de 4 mètres de diamètre, en rotation sur elle-même, du sculpteur italien Arnaldo Pomodoro, créée dans les années 1960 pour les musées du Vatican, dont elle est une des œuvres d'art maîtresses. Elle est depuis dupliquée en de nombreuses copies dans le monde (dont le siège des Nations unies de Manhattan à New York) et en de nombreuses variantes géométriques (disque, cône, tétraèdre, pyramide, triangle, cube, etc.).

## Histoire
Cette sculpture allégorique en forme d'œil sur le thème de « symbolique géométrique du cercle, des droites, et des carrés », à l'image entre autres de l'Homme de Vitruve de Léonard de Vinci, de l'escalier de Bramante de Giuseppe Momo, ou du yin et yang de la philosophie chinoise, représente selon l'auteur,, un globe terrestre dans une sphère céleste en rotation sur elle-même, brisé, fissuré, craquelé, déchiré, fracturé, éventré, qui laisse entrevoir partiellement une structure et un mécanisme intérieur complexe et mystérieux à base de cubes-carrés, de losanges, de lignes verticales, horizontales, et diagonales, symboles de la fragilité, de la complexité métaphysique, et du mystère du monde, de la vie, et de l'Humanité.

Cour du Belvédère des musées du Vatican de Rome
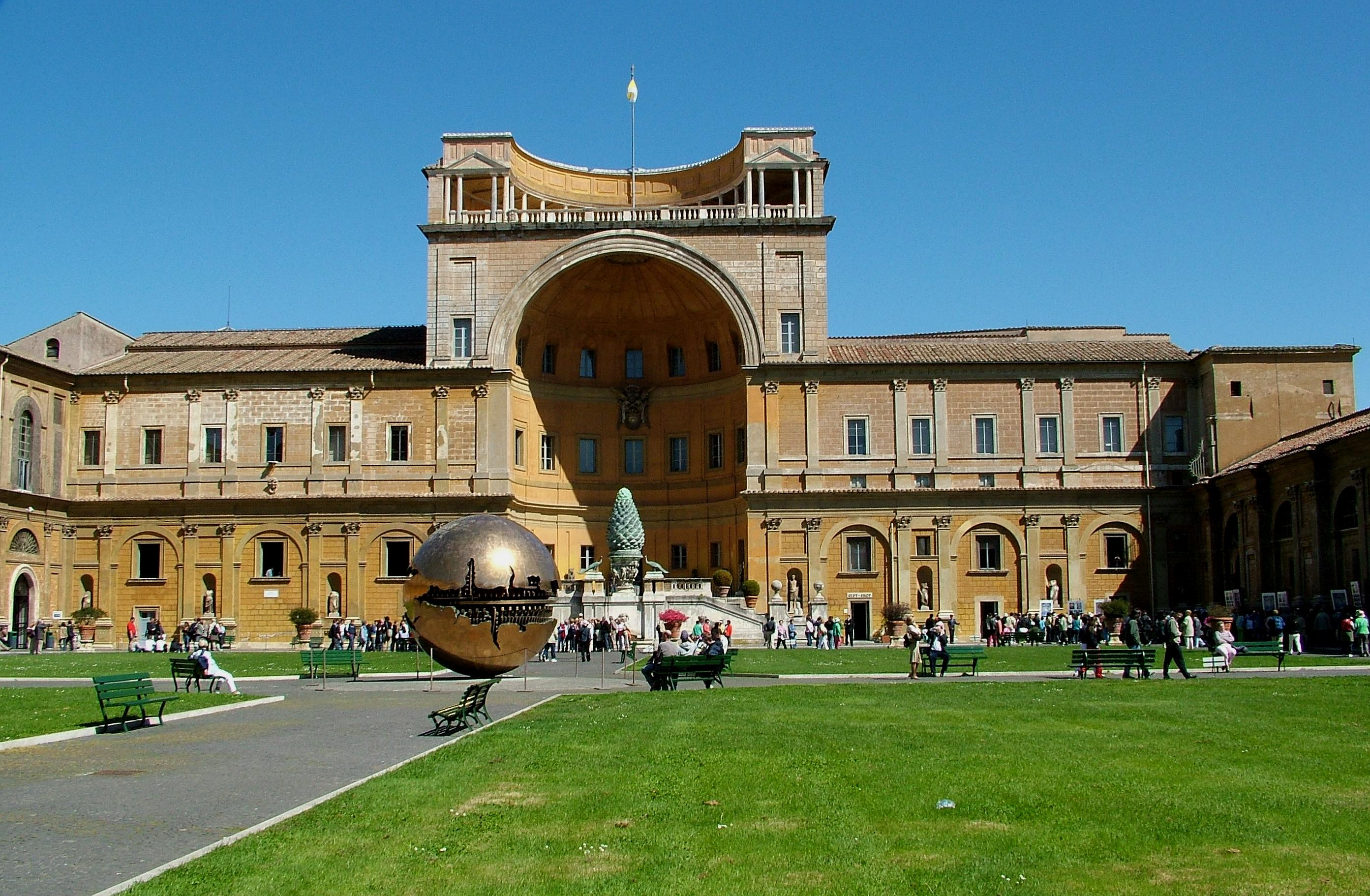
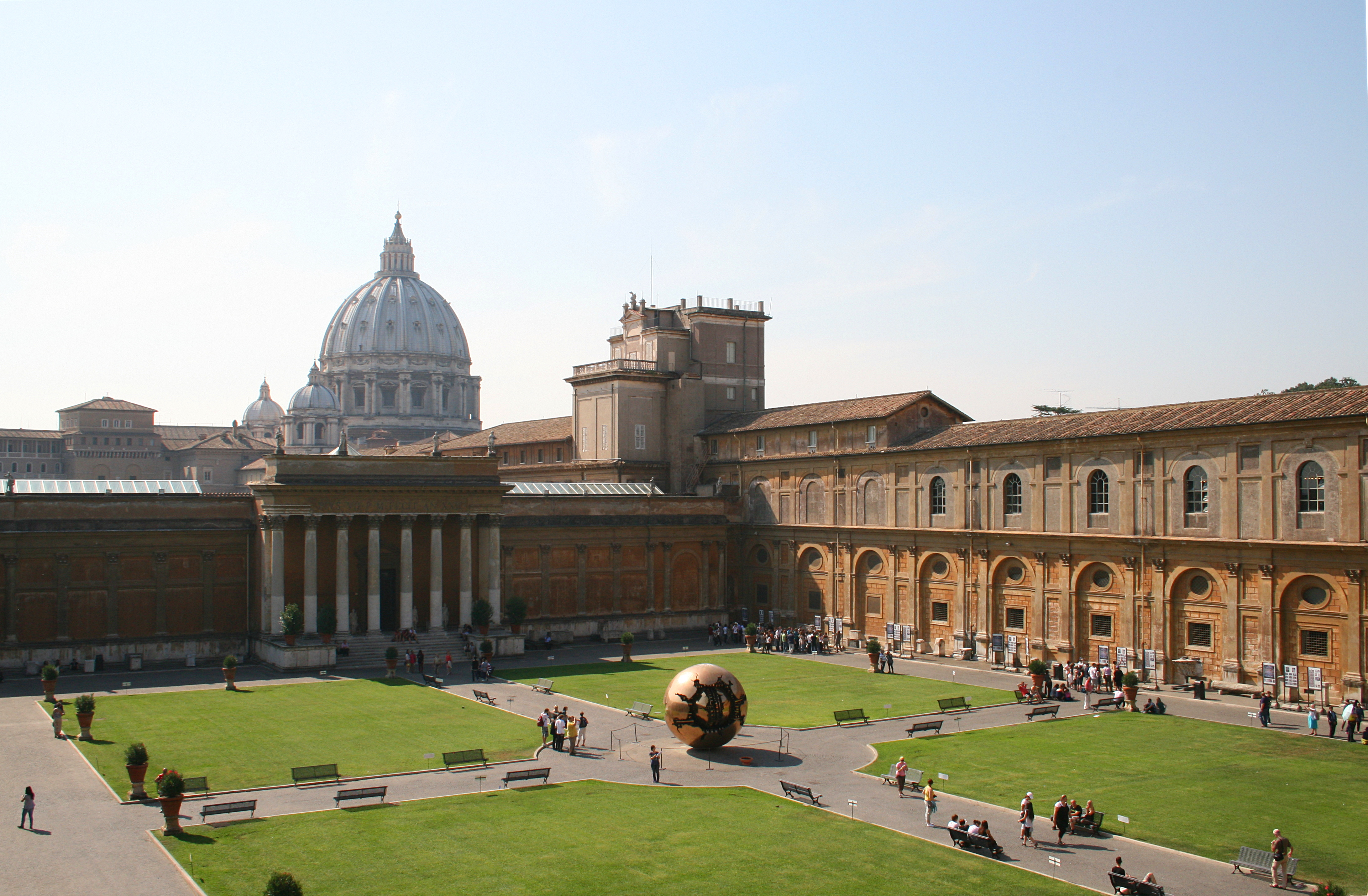

Un premier exemplaire monumental est exposé au centre de la cour du Belvédère de l’enceinte intérieure des musées du Vatican, voisin de la basilique Saint-Pierre de Rome, une des œuvres monumentales majeures du musée, avec entre autres l'escalier de Bramante de forme double hélicoïdale des années 1930. L'artiste crée par la suite diverses variantes de taille et de formes de cette œuvre, pour les exposer dans plusieurs lieux et musées du monde.

## Répliques dans le monde
- Musées du Vatican, à Rome[6]
- Palazzo della Farnesina, ministère des Affaires étrangères italienne, à Rome
- Pesaro (Italie)
- Trinity College de Dublin (Irlande)
- Université de Tel Aviv (Israël)
- Musée d'Art contemporain de Téhéran (Iran)
- Musée en plein air de Hakone (Japon)
- Siège des Nations unies, de Manhattan à New York
- Hôpital Mont Sinaï (New York)
- Hirshhorn Museum and Sculpture Garden, à Washington D.C.
- Musée des Beaux-Arts de Virginie, à Richmond (États-Unis)
- Columbus Museum of Art, dans l'Ohio
- Christian Theological Seminary (en), à Indianapolis (États-Unis)
- American Enterprise Group Inc., dans l'Iowa* Des Moines Art Center, dans l'Iowa
- San Francisco De Young Museum, en Californie
- Université de Californie à Berkeley, en Californie (depuis 1983[7],[8])

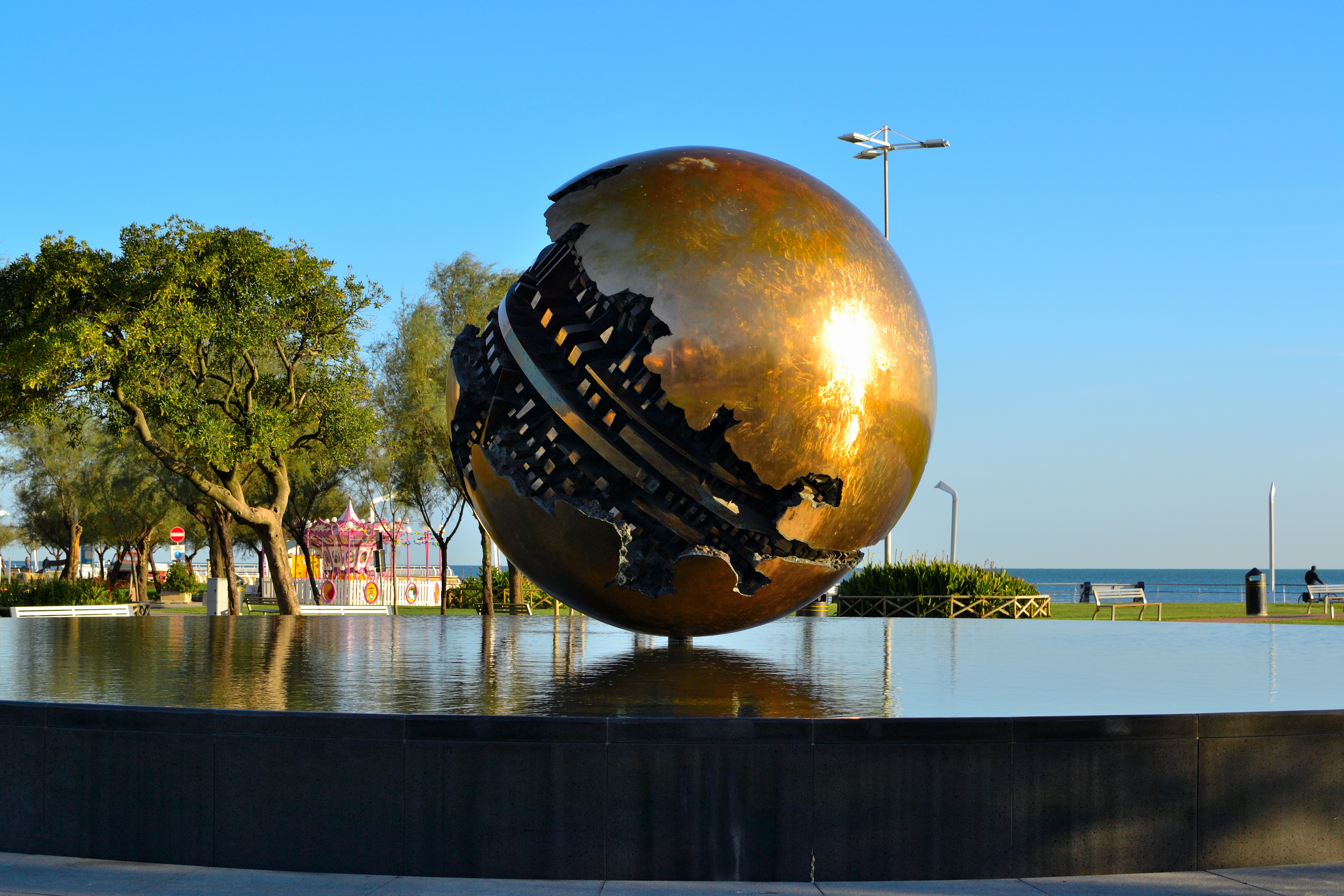
Pesaro (Italie)
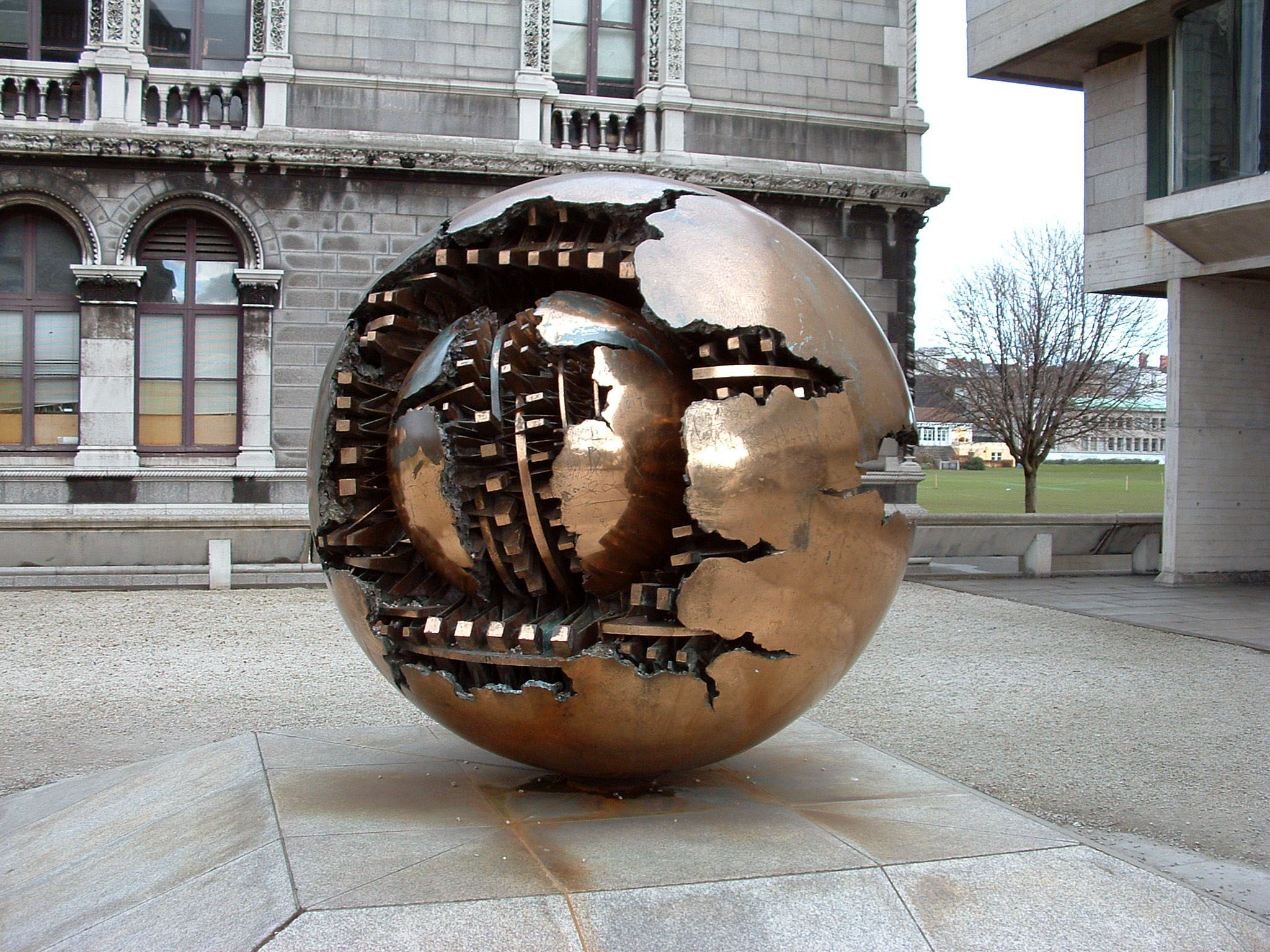
Trinity College de Dublin en Irlande
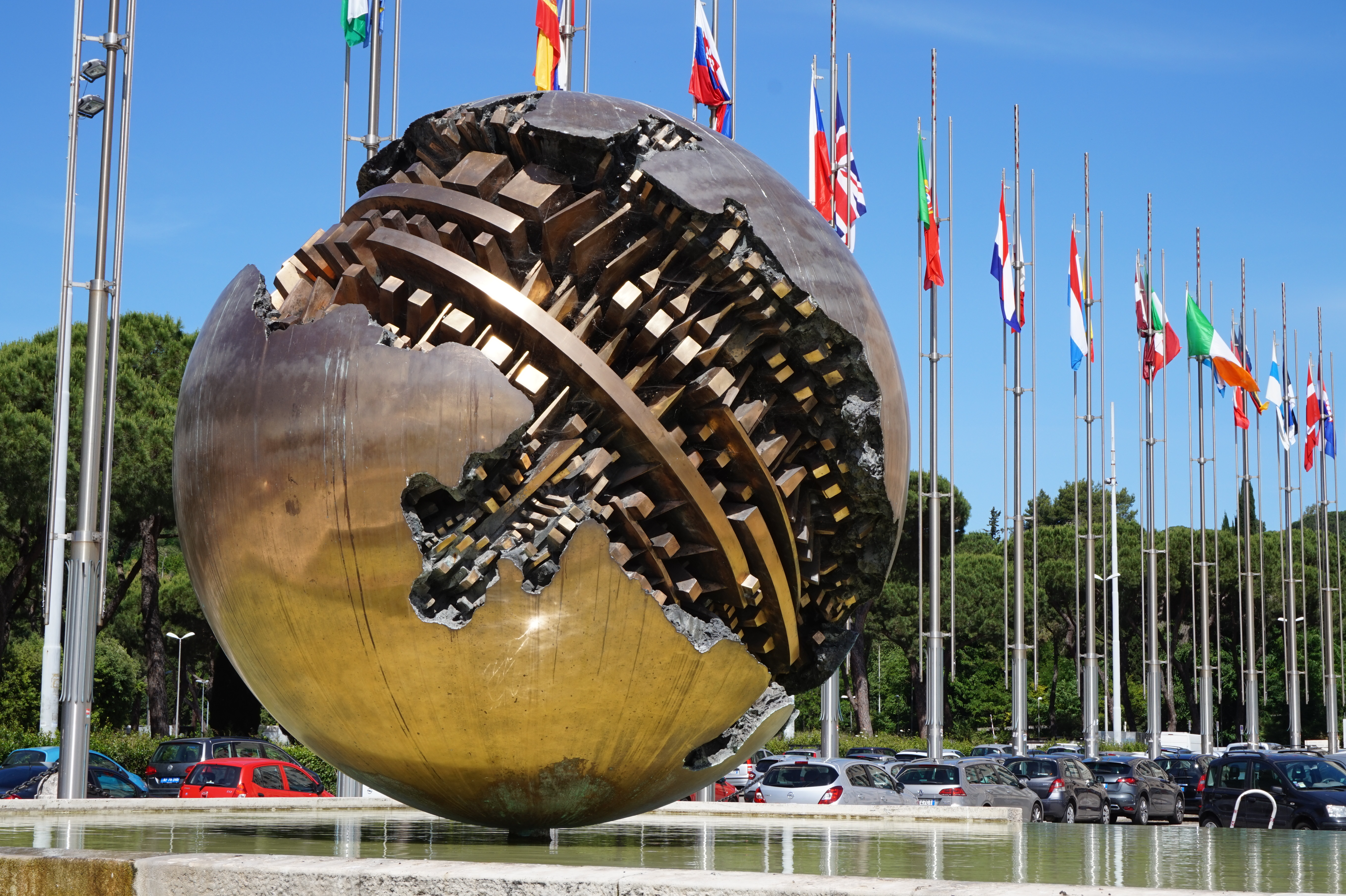
Palazzo della Farnesina du ministère des Affaires étrangères italienne de Rome
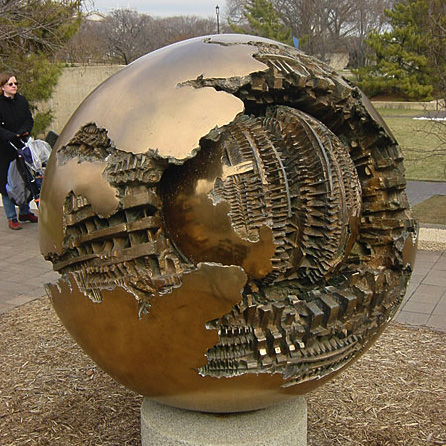
Hirshhorn Museum de Washington DC

## Variantes géométriques
Quelques variantes géométriques en formes de disque, cône, tétraèdre, pyramide, triangle ou de cube exposées dans divers lieux du monde.

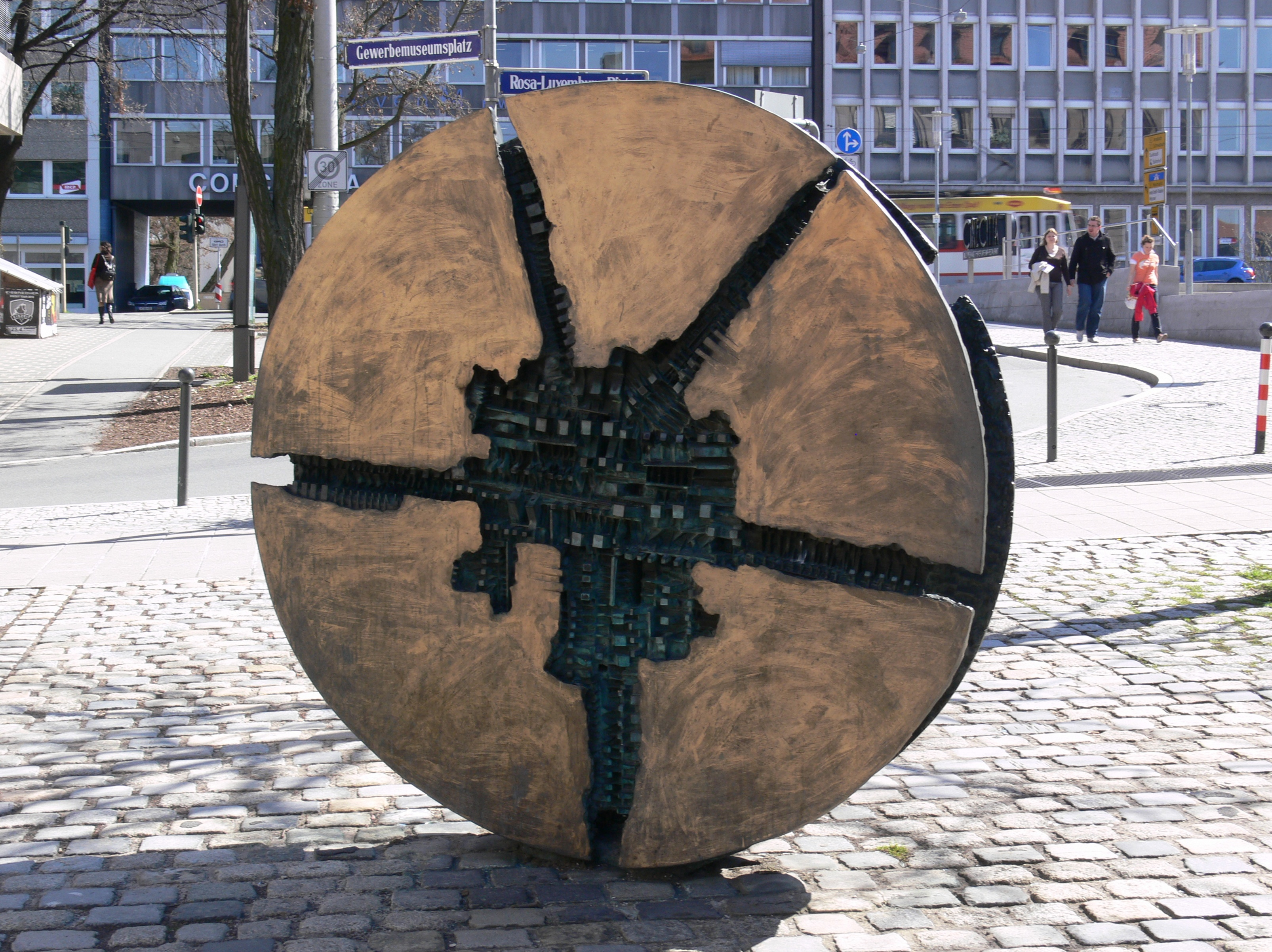
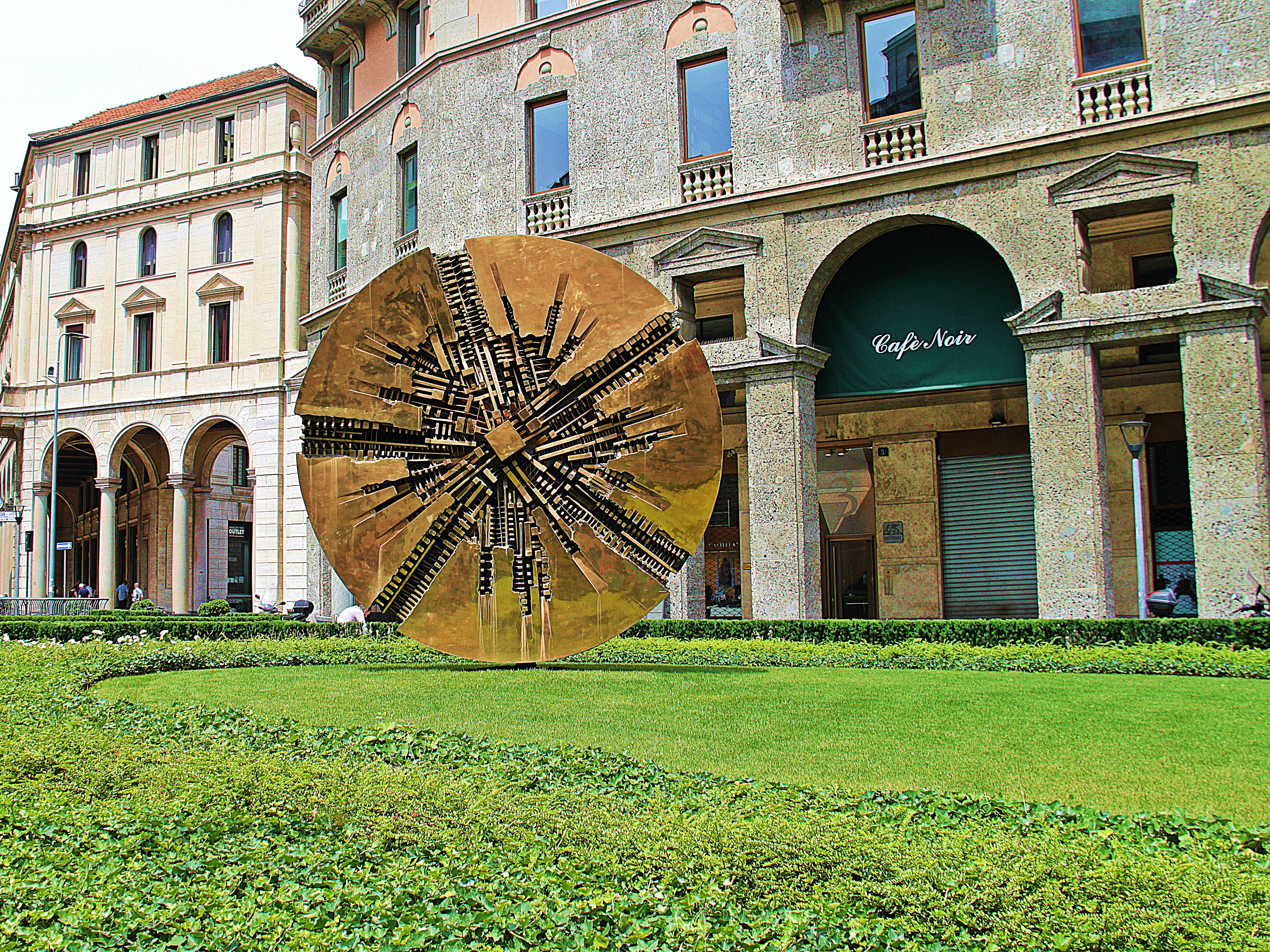
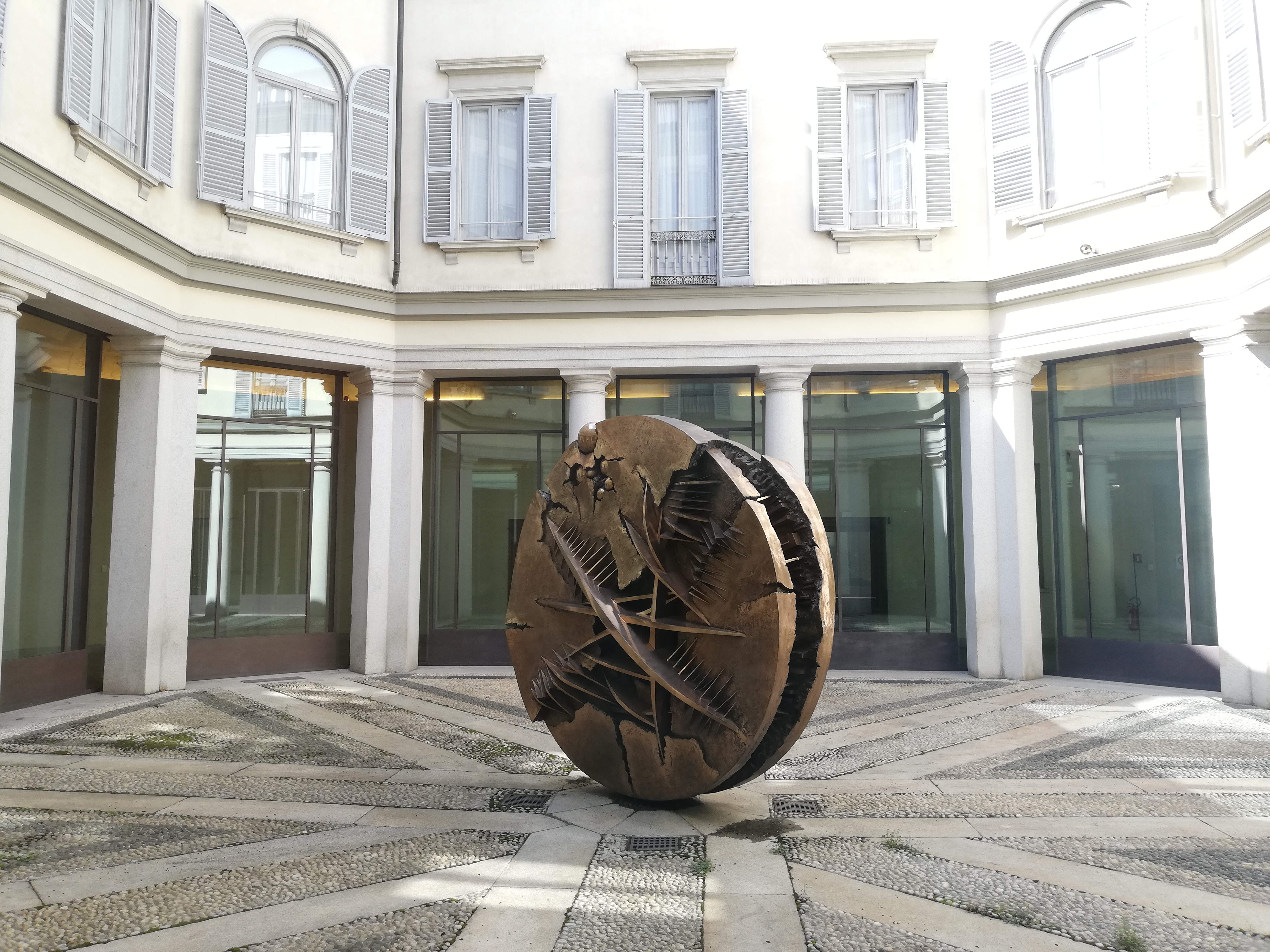
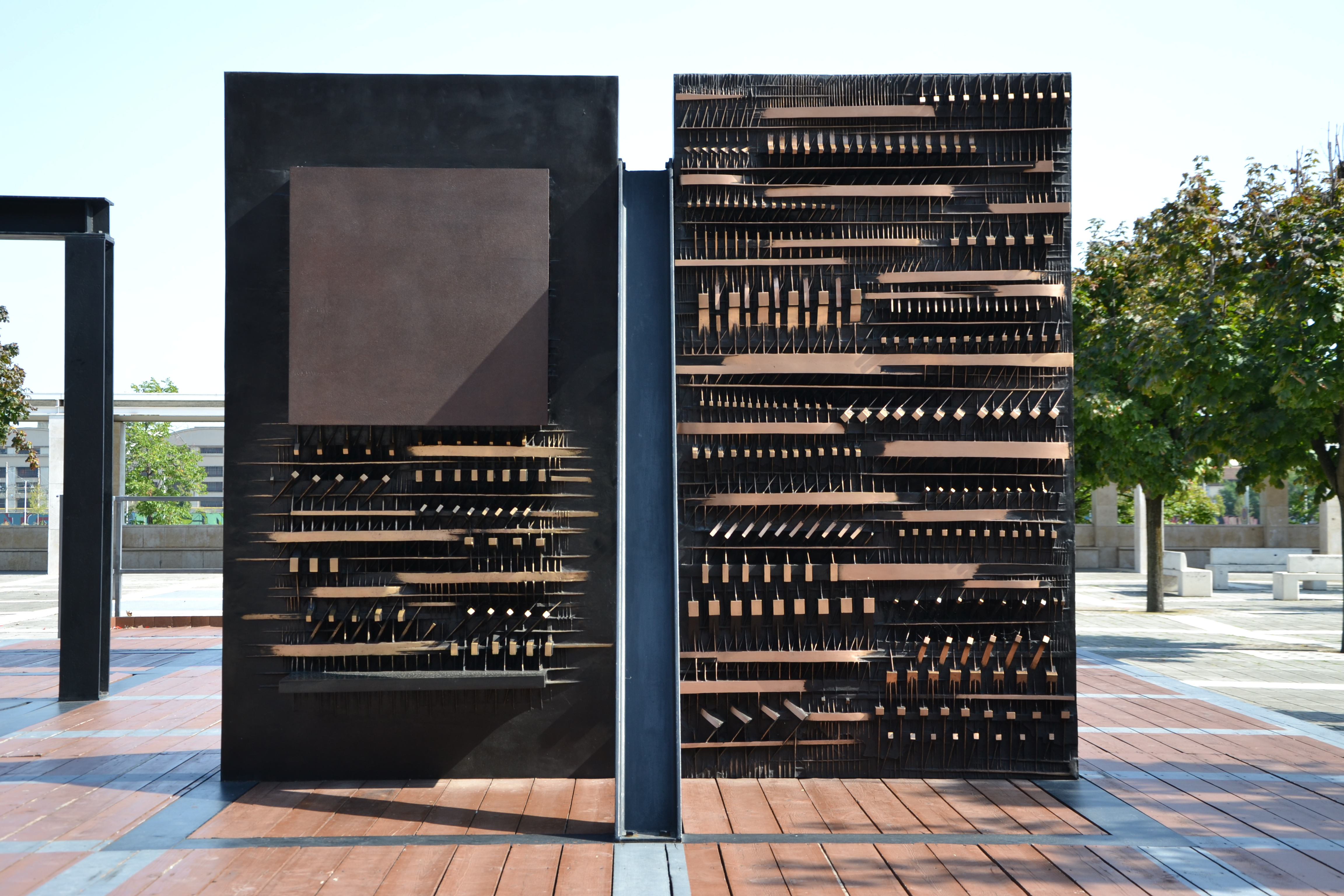
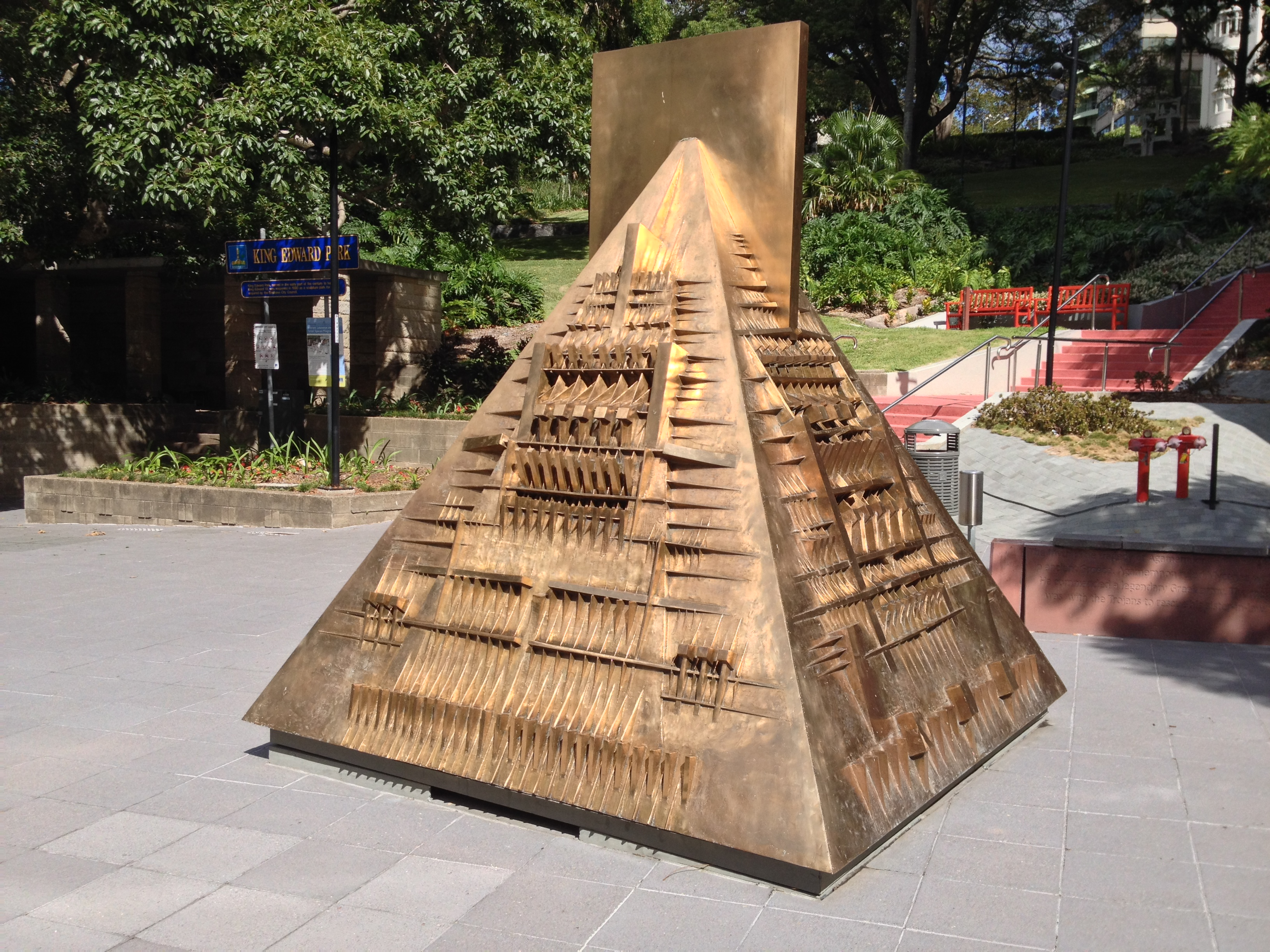
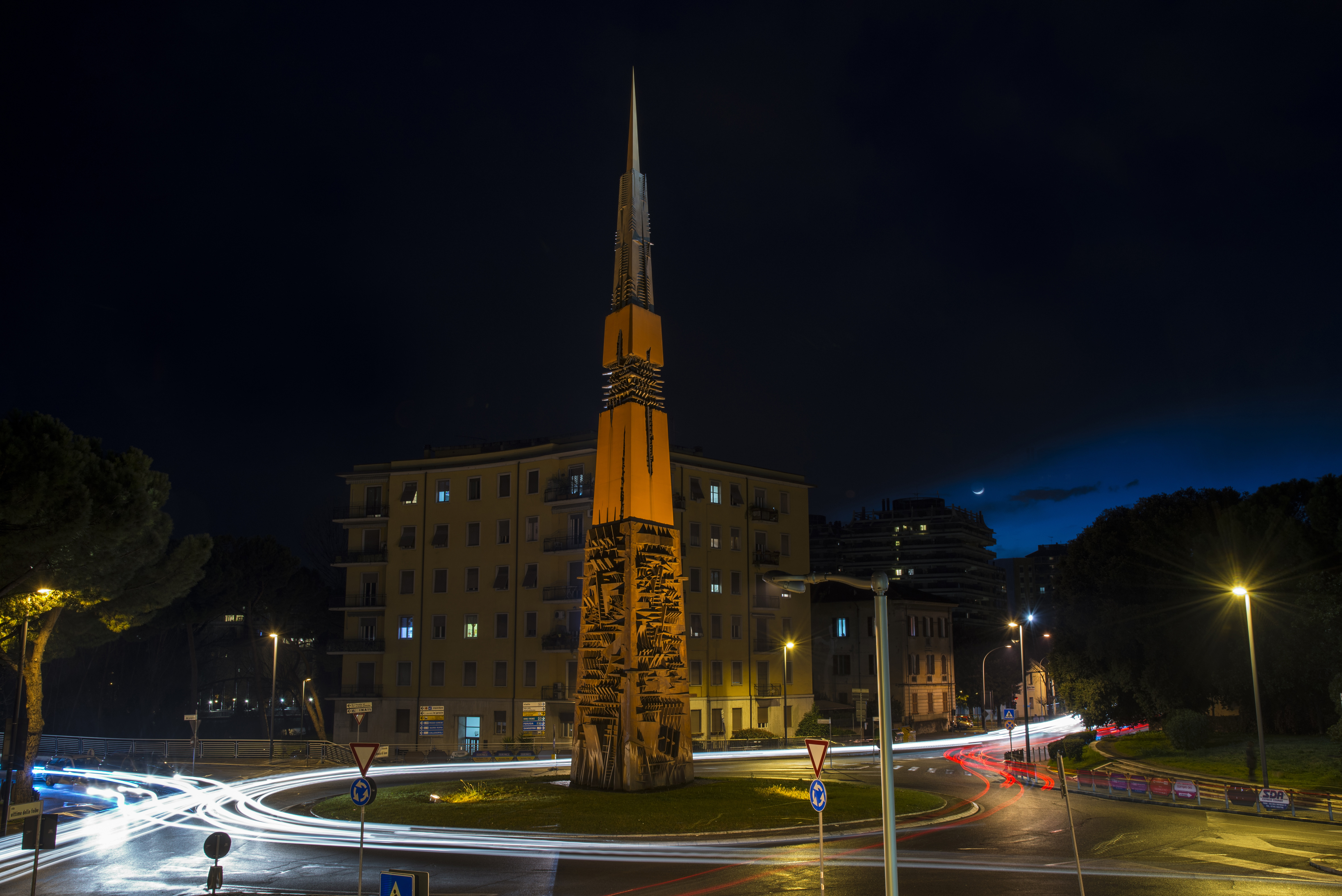
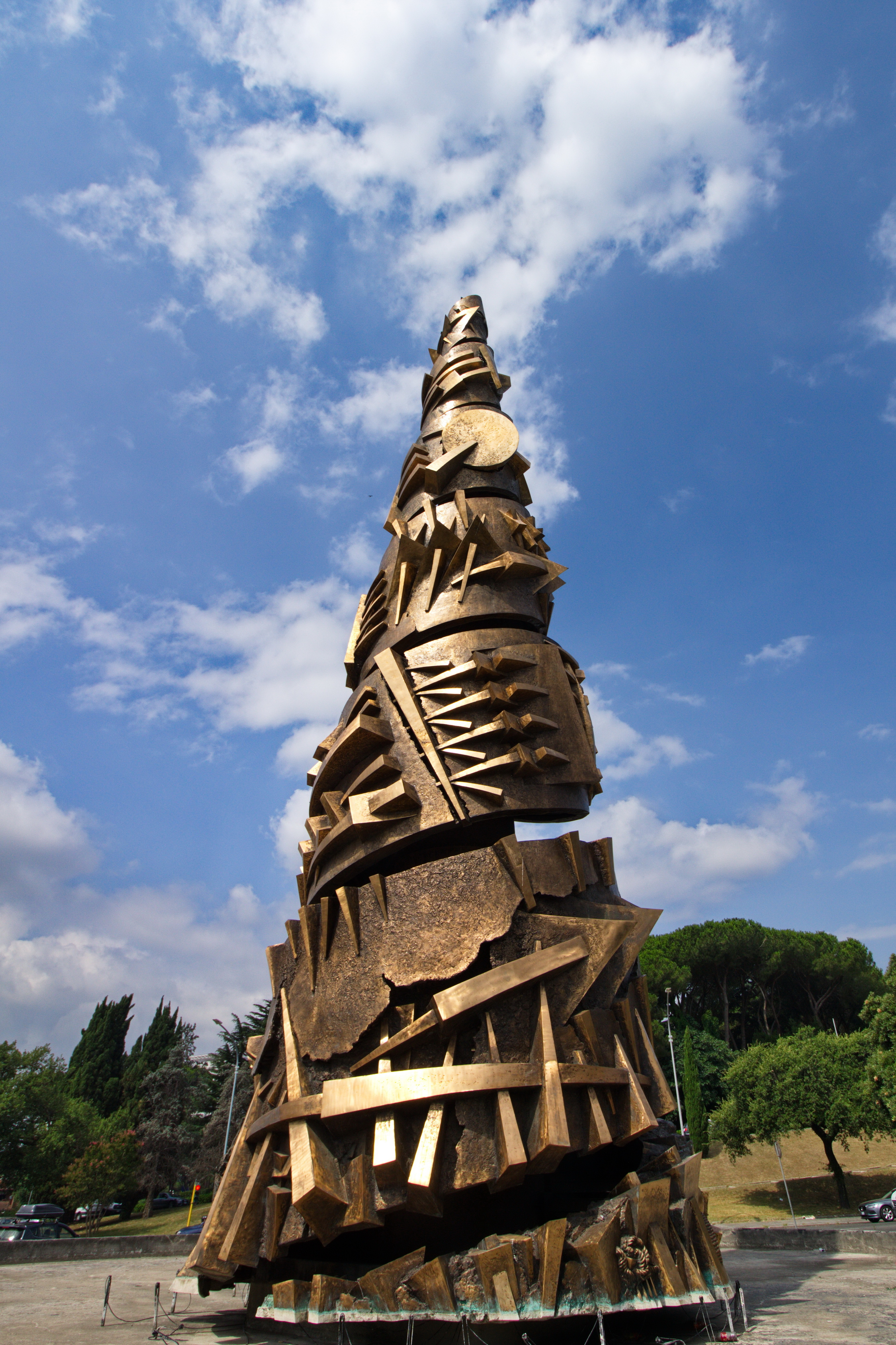
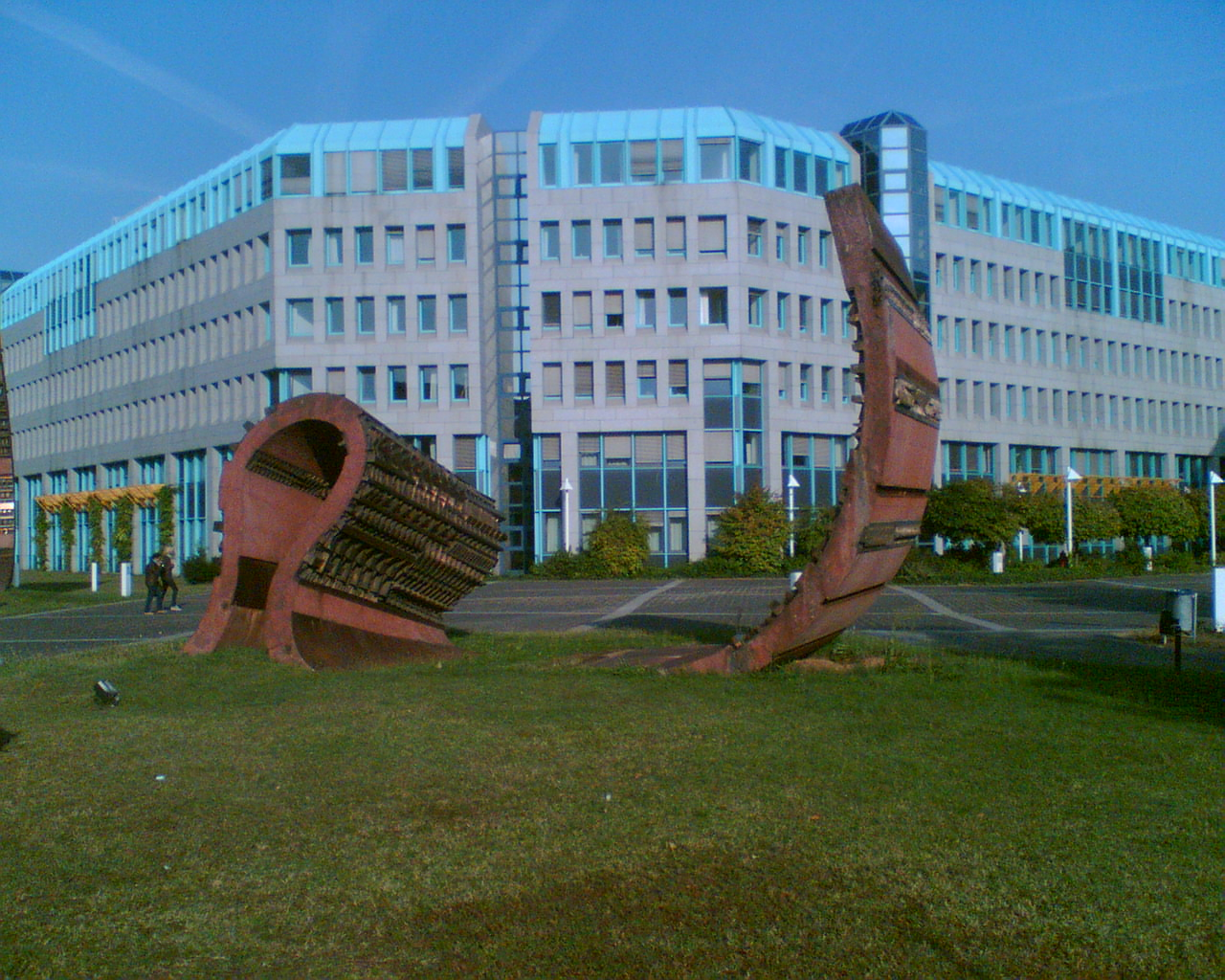
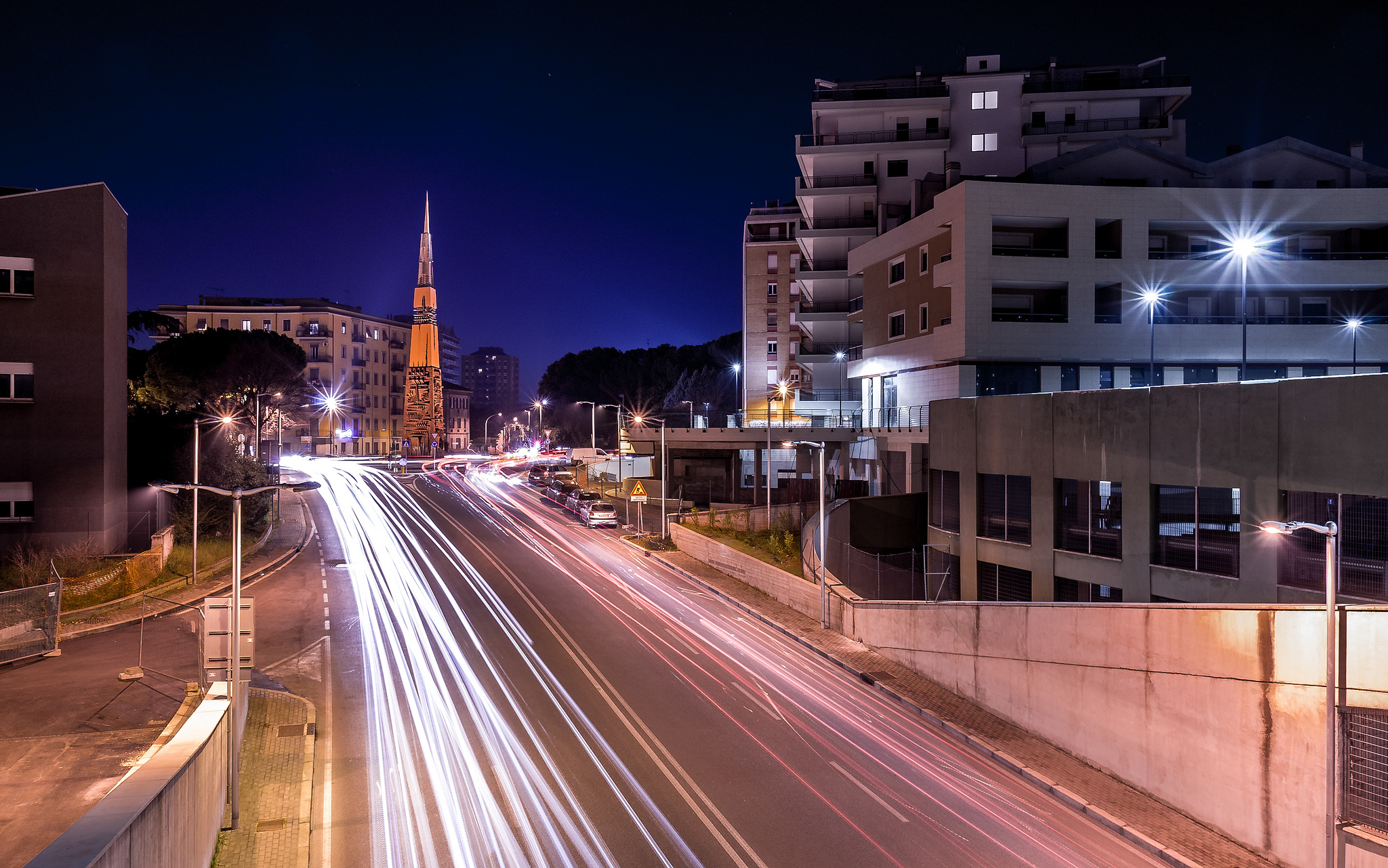